# Linea Meijō
La linea Meijō (名港線?, Meijō-sen), anche chiamata linea M per via della lettera con cui sono indicate le sue stazioni, è una linea della metropolitana di Nagoya, nella città di Nagoya, in Giappone. Si tratta di una linea ad anello situata nel centro della città e dispone di un'antenna che collega il porto al centro chiamata linea Meikō. La linea scorre per gli importanti quartieri di Sakae, Ōzone, l'Università di Nagoya e Kanayama. Ufficialmente, la linea è composta dalla Linea 2 della Ferrovia rapida della città di Nagoya (名古屋市高速度鉄道第2号線?, Nagoya-shi kōsokudo tetsudō dai 2-gōsen), la parte occidentale, e dalla Linea 4 (第4号線?, Dai 4-gōsen), la parte orientale.
Questo è il secondo tipo di linea metropolitana circolare mai realizzato in Giappone, dopo la linea Ōedo della metropolitana di Tokyo. Tuttavia quest'ultima non permette di effettuare dei giri completi, e quindi la linea Meijō può essere considerata l'unica metropolitana giapponese a prevedere circoli continui. La linea è più lunga della linea Circolare di Ōsaka (21,7 km), ma più corta della linea Yamanote di Tokyo (34,5 km). Per percorrere un giro completo della linea occorrono 48 minuti.
Il nome Meijō deriva dalla forma abbreviata dei kanji del castello di Nagoya.

## Storia
La prima sezione della linea 2, fra Sakae-machi (l'attuale Sakae) e il municipio aprì nel 1965. La linea venne chiamata linea Meijō nel 1969 e fu completata nel 1971. La sezione chiamata linea 4, invece, aprì fra Aratama-bashi e Kanayama nel 1974 e l'estensione venne completata nel 2004 creando una linea circolare assieme alla linea 2. Allo stesso tempo tutto l'anello venne chiamato "linea Meijō" e la sezione esterna all'anello, "linea Meikō".

## Stazioni
| Num. | Nome stazione          | Giapponese           | Distanza | Collegamenti | Posizione  | Posizione |
| ---- | ---------------------- | -------------------- | -------- | --- | ---------- | --------- |
| M01  | Kanayama               | 金山                 | 0.0      | JR Central ■ Linea principale Chūō ■ Linea principale Tōkaidō Ferrovie Meitetsu ■ Linea Inuyama ■ Linea Tsushima ■ Linea Nagoya ■ Linea Tokoname ■ Linea Kōwa Metropolitana Linea Meikō (E01) ² Linea Kanayama 1 | Naka-ku    | Nagoya    |
| M02  | Higashi Betsuin        | 東別院               | 0.7      | | Naka-ku    | Nagoya    |
| M03  | Kamimaezu              | 上前津               | 1.6      | Linea Tsurumai (T09) | Naka-ku    | Nagoya    |
| M04  | Yabachō                | 矢場町               | 2.3      | Linea Tōbu 1 | Naka-ku    | Nagoya    |
| M05  | Sakae                  | 栄                   | 3.0      | ■ Linea Meitetsu Seto (Sakaemachi) Linea Higashiyama (H10) | Naka-ku    | Nagoya    |
| M06  | Hisaya-ōdōri           | 久屋大通             | 3.4      | Linea Sakura-dōri (S05) | Naka-ku    | Nagoya    |
| M07  | Shiyakusho (Municipio) | 市役所               | 4.3      | | Naka-ku    | Nagoya    |
| M08  | Meijō Kōen             | 名城公園             | 5.4      | | Kita-ku    | Nagoya    |
| M09  | Kurokawa               | 黒川                 | 6.4      | Linea Kanayama 1 | Kita-ku    | Nagoya    |
| M10  | Shiga-hondōri          | 志賀本通             | 7.4      | | Kita-ku    | Nagoya    |
| M11  | Heian-dōri             | 平安通               | 8.2      | Linea Kamiiida (K02) | Kita-ku    | Nagoya    |
| M12  | Ōzone                  | 大曽根               | 8.9      | ■ Linea principale Chūō ■ Linea Meitetsu Seto ■ Linea Yutorito (Y01) | Kita-ku    | Nagoya    |
| M13  | Nagoya Dome-mae Yada   | ナゴヤドーム前矢田   | 9.7      | ■ Linea Yutorito (Y02) | Higashi-ku | Nagoya    |
| M14  | Sunadabashi            | 砂田橋               | 10.6     | ■ Linea Yutorito (Y03) | Higashi-ku | Nagoya    |
| M15  | Chayagasaka            | 茶屋ヶ坂             | 11.5     | | Chikusa-ku | Nagoya    |
| M16  | Jiyūgaoka              | 自由ヶ丘             | 12.7     | | Chikusa-ku | Nagoya    |
| M17  | Motoyama               | 本山                 | 14.1     | Linea Higashiyama (H16) | Chikusa-ku | Nagoya    |
| M18  | Nagoya Daigaku         | 名古屋大学           | 15.1     | Linea Tōbu 1 | Chikusa-ku | Nagoya    |
| M19  | Yagoto Nisseki         | 八事日赤             | 16.2     | | Shōwa-ku   | Nagoya    |
| M20  | Yagoto                 | 八事                 | 17.2     | Linea Tsurumai (T15) | Shōwa-ku   | Nagoya    |
| M21  | Sōgō Rihabiri Center   | 総合リハビリセンター | 18.5     | | Mizuho-ku  | Nagoya    |
| M22  | Mizuho Undōjō Higashi  | 瑞穂運動場東         | 19.5     | | Mizuho-ku  | Nagoya    |
| M23  | Aratama-bashi          | 新瑞橋               | 20.7     | Linea Sakura-dōri (S14) | Mizuho-ku  | Nagoya    |
| M24  | Myōon-dōri             | 妙音通               | 21.4     | | Mizuho-ku  | Nagoya    |
| M25  | Horita                 | 堀田                 | 22.2     | | Mizuho-ku  | Nagoya    |
| M26  | Temma-chō              | 伝馬町               | 23.4     | | Atsuta-ku  | Nagoya    |
| M27  | Jingū-Nishi            | 神宮西               | 24.4     | | Atsuta-ku  | Nagoya    |
| M28  | Nishi-Takakura         | 西高蔵               | 25.3     | | Atsuta-ku  | Nagoya    |
| M01  | Kanayama               | 金山                 | 26.4     | | Naka       | Nagoya    |

1: Linee in progetto
2: Servizi diretti da/per linea Meikō.